# إسحاق بن أحمد المغربي
أبو إبراهيم إسحاق بن أحمد بن عثمان المغربي ثم المقدسي، فقيه شافعي، وأحد شيوخ الإمام النووي في الفقه، يقول النووي في معرض ذكر شيوخه في الفقه وتسلسلهم إلى إمام مذهبه الإمام الشافعي ثم إلى النبي محمد: